# UTC+00:20
UTC+00:20 – dawna strefa czasowa, obowiązująca w Holandii w latach 1909–1940, odpowiadająca początkowo czasowi słonecznemu południka 4°53'01,95"E (dokładnie UTC+00:19:32,13), a od 17 marca 1937 czasowi słonecznemu południka 5°E.
W 1940 roku, po zajęciu Holandii przez wojska niemieckie, w kraju wprowadzono strefę czasową UTC+01:00, obowiązującą w Berlinie. Po zakończeniu II wojny światowej w Holandii zachowano nowo wprowadzoną strefę czasową.